# 森崎隆
森崎 隆（もりさき たかし、1904年（明治37年）2月8日 – 1961年（昭和36年）7月6日）は、昭和期の教育者、労働運動家、政治家。参議院議員。

## 経歴
香川県綾歌郡土器村（現丸亀市土器町）で生まれる。1929年（昭和4年）京都帝国大学文学部を卒業した。
1929年、香川県女子師範学校教諭に就任。以後、同県立坂出高等女学校（現香川県立坂出高等学校）教諭、同県高松第一中学校（現高松第一高等学校）教諭、同校長事務取扱、高松市立高等女学校長、高松第二高等学校長、高松市教育部長を歴任した。1947年（昭和22年）香川県教職員組合中央執行委員長に就任し1年間在任した。
1950年（昭和25年）6月の第2回参議院議員通常選挙に香川県地方区から日本社会党公認で出馬して当選し、参議院議員に1期在任した。この間、社会党香川県支部連会長、参議院水産委員長などを務めた。その後、1956年（昭和31年）7月の第4回通常選挙に、白川一雄の死去に伴い1957年（昭和32年）6月に実施された第3回通常選挙香川県地方区補欠選挙に立候補したが、いずれも落選した。

## 脚註
1. ↑  『大衆人事録』第19版、西日本篇、830頁。
2. 1 2 3 4 5 6 7 8 9  『議会制度百年史 - 貴族院・参議院議員名鑑』426頁。
3. 1 2 3 4 5 6 7 8 9  『香川県人物・人名事典』86頁。
4. ↑  『国政選挙総覧 1947-2016』510頁。
5. ↑  『国政選挙総覧 1947-2016』511頁。